# Једнослојан нископризматични епител
Једнослојан љуспаст епител изграђен је од једног слоја истоврсних ћелија чија је ширина знатно већа од висине и које су причвршћене за подепителску ламину. Облик ћелија условљава облик једара која су спљоштено-јајастог облика са дужом осом паралелном са подепителском ламином. Епителске ћелије су непокретне и поларизоване.
Овом ткиву припадају:
- ендотел крвних и лимфних судова;
- епител трбушне дупље, перикарда и плеуре(мезотел);
- епител Хенлејеве петље;
- епител зида плућних алвеола;
- епител можданих опни (менинготел).